# Trevidea
Trevidea est une entreprise industrielle italienne spécialisée dans le petit électroménager qui a été créée en 2009 par le groupe industriel italien Trevi S.p.A..

## Histoire
C'est en 2009 que le groupe italien Trevi, spécialiste dans le secteur des appareils électroniques (audio, vidéo, téléphonie, montres et stations météo..) décide de créer une branche spécialisée dans le petit électroménager en créant une filiale Trevidea qui diffusera ses produits sous la marque Trevi, créée en 1976. 
Cette nouvelle structure, qui venait élargir la gamme de produits de la marque TREVI, connait un grand succès et la conduit à une forte croissance externe avec le rachat de plusieurs sociétés dans ce domaine comme :
- 2011 - G3 FERRARI
- 2015 - Girmi

En très peu de temps, Trevidea a réussi à rationaliser sa vaste gamme de produits tout en préservant les marques. 
Le catalogue TREVI est très complet et couvre tous les types de petits électroménagers de bon standing disponibles sur le marché. Le point fort de la marque réside dans la haute qualité et la fiabilité de ses produits qui restent novateurs et à l'avant-garde en matière technologique.